# Marzęcino
Marzęcino (niem. Jungfer) – wieś w północnej Polsce, w województwie pomorskim, w powiecie nowodworskim, w gminie Nowy Dwór Gdański, zlokalizowana nad Kanałem Panieńskim. Siedziba sołectwa Marzęcino, w skład którego wchodzą również miejscowości Osłonka i Swaryszewo.
W 2013 r. w lokalnych mediach pojawiły się informacje, że w Marzęcinie znajduje się punkt usytuowany 2,07 m p.p.m., czyli niżej niż uznawany dotąd oficjalnie za najniżej położony w Polsce punkt (1,80 m p.p.m.) w Raczkach Elbląskich. Wyniki przeprowadzonych pomiarów zostały potwierdzone przez Główny Urząd Geodezji i Kartografii, a opublikowany w lipcu 2022 r. „Mały Rocznik Statystyczny Polski 2022” wskazuje, że największa depresja znajduje się właśnie w Marzęcinie, a jej wysokość wynosi 2,20 m p.p.m.. W lipcu 2023 r. w tym miejscu posadowiony został punkt osnowy geodezyjnej i postawiona wieża triangulacyjna.

## Zabytki i atrakcje turystyczne
Marzęcino to dawna osada rybacka, a obecnie wieś o charakterze rolniczym. Posiada ona jeden z ciekawszych układów urbanistycznych na Żuławach Wiślanych w postaci potrójnej, jednostronnie zabudowanej ulicówki (droga, woda, droga). Fronty domów zwrócone są w kierunku kanału. Według rejestru zabytków Narodowego Instytutu Dziedzictwa na listę zabytków wpisany jest kościół ewangelicki, obecnie rzymskokatolicki parafialny pw. Niepokalanego Poczęcia NMP z I poł. XIX w. (nr rej.: A-796 z 21.12.1973), który jest budynkiem o konstrukcji ryglowej (tzw. mur pruski). W miejscowości zachowała się zabudowa przedwojenna (drewniane budynki z charakterystycznymi dla Żuław zdobieniami wykończeniowymi). Na obrzeżach wsi znajdują się ruiny śluzy z 1884 r. wraz z wrotami przeciwpowodziowymi, które chroniły Kanał Panieński przed naporem wody z Zalewu Wiślanego.

## Historia
Wieś okręgu rybackiego Elbląga w XVII i XVIII wieku. W latach 1954–1972 wieś należała i była siedzibą władz gromady Marzęcino. W latach 1973–1976 była siedzibą gminy Marzęcino. W latach 1975–1998 administracyjnie należała do województwa elbląskiego, a wcześniej – w latach 1945–1975 – do województwa gdańskiego. W okresie międzywojennym Marzęcino nazywało się Jungfer, było wsią gminną i wchodziło w skład Wolnego Miasta Gdańska. Po 1945 r. nazwa została zmieniona na Panna, a obecna nazwa obowiązuje od 1948 r.

### Gmina Marzęcino
Marzęcino było gminą do reformy administracyjnej w 1975 r., gdy zostało przyłączone do gminy Nowy Dwór Gdański. W skład gminy wchodziły następujące miejscowości: Chełmek, Gozdawa, Kępiny Małe, Kępki, Nowinki, Orliniec, Osłonka, Piotrowo, Powalina, Solnica, Starocin, Stobiec, Stobna, Wężowiec, Żelichowo.

## Przyroda

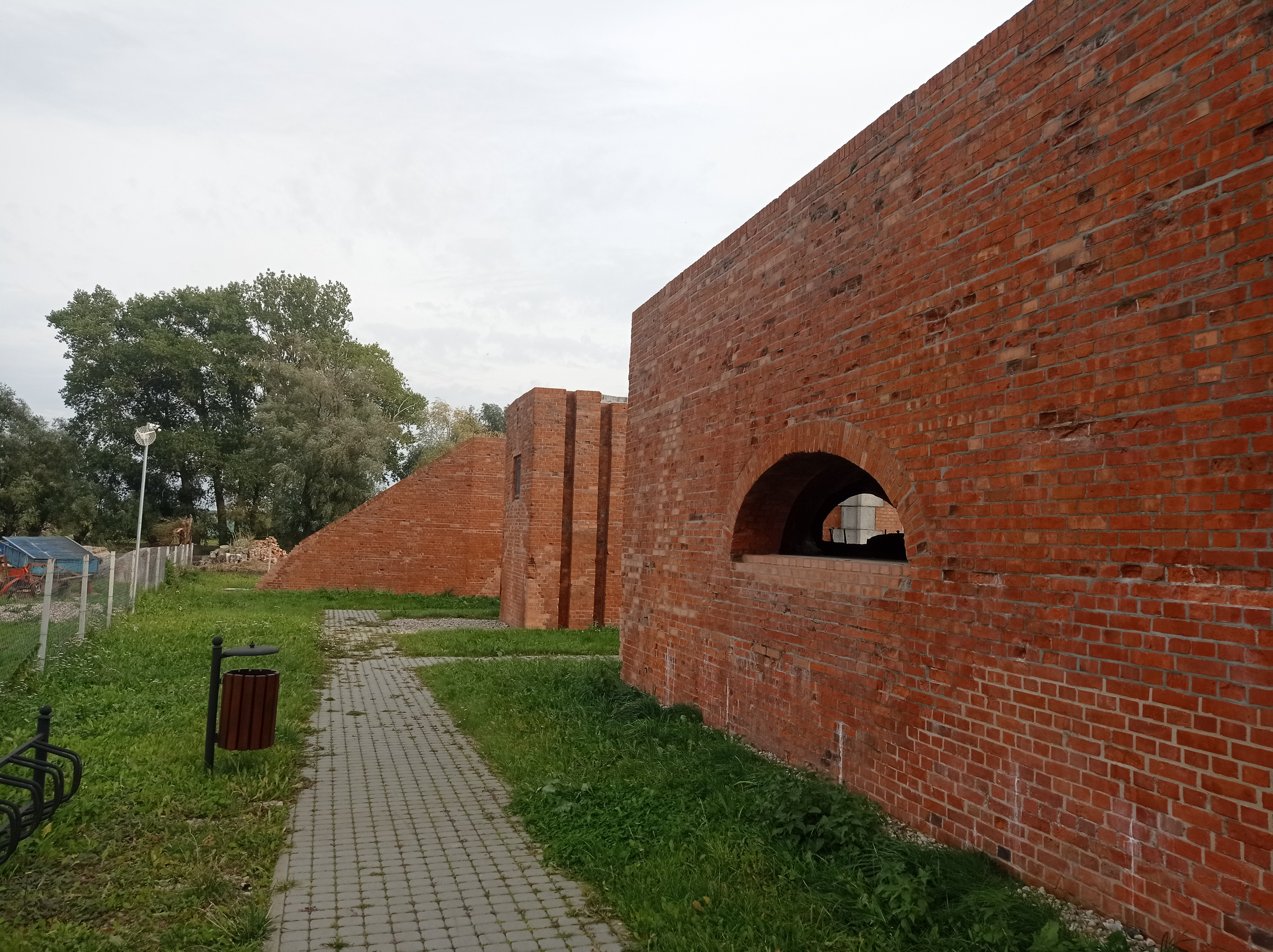
Ruiny śluzy z 1884 r.

Okolice wsi poprzecinane są wieloma kanałami, wałami, rowami, przy których rosną wierzby (drzewo charakterystyczne dla Żuław). Przez Marzęcino wiedzie szlak rowerowy R-64 (Kamienica Elbląska – Rubno – Nowakowo – Kępiny Wielkie – Kępiny Małe – Marzęcino – Tujsk – Sztutowo – Stutthof – Stegna – Nowy Dwór Gdański – Marzęcino – Kępiny – Nowakowo – Kamienica Elbląska).